# Moto Italia
Moto Italia is een historisch merk van motorfietsen.
De gebroeders Scalambra bouwden in 1956 een motorfiets met hydraulische aandrijving. Het motorblok was aan de achterbrug bevestigd. Door een tekort aan financiën waren er geen verdere ontwikkelingen.